# پنج‌پایه‌ای بلندانجام
پنج‌پایه‌ای بلندانجام (انگلیسی: Iambic pentameter) گونه‌ای از مصراع عروضی است که در شعر و نمایش‌نامه منظوم سنتی انگلیسی به‌کار می‌رود. به آن «پنج‌وَتَدی یامبیک» هم گفته‌اند.
این اصطلاح به وزن شعر یا آهنگی اشاره دارد که با واژگان هر مصراع پدید می‌آید. وزن بر پایهٔ گروه‌های کوچکی از هجاها به‌نام پایه اندازه‌گیری می‌شود. «بلندانجام» نشان می‌دهد که نوع پایهٔ به‌کاررفته بلندانجام است، که در زبان انگلیسی از یک تکیه  بدون تأکید، به‌دنبال یک تکیه تأکیدشده تشکیل می‌شود (مانند واژهٔ a-BOVE). «پنج‌پایه‌ای» به این معناست که هر مصراع شامل پنج پایهٔ عروضی است.
پنج‌پایه‌ای بلندانجام رایج‌ترین وزن در شعر انگلیسی است. این وزن نخستین‌بار در سدهٔ چهاردهم میلادی توسط جفری چاوسر و بر اساس الگوهای فرانسوی و ایتالیایی وارد زبان انگلیسی شد. این قالب در چندین گونهٔ مهم از شعر انگلیسی دیده می‌شود، از جمله شعر بی‌قافیه، دوبیتی قهرمانانه (heroic couplet)، و برخی بندهای سنتی با قافیه. ویلیام شکسپیر به‌طور برجسته از پنج‌پایه‌ای بلندانجام در نمایشنامه‌های شکسپیر و سونت‌های شکسپیر استفاده کرد، همچنین جان میلتون در اثرش بهشت گمشده و ویلیام وردزورث در اثر The Prelude از این وزن بهره گرفتند.
از آن‌جا که مصراع‌های پنج‌پایه‌ای بلندانجام معمولاً دارای ده هجا هستند، این وزن را گونه‌ای از شعر ده‌هجایی به‌شمار می‌آورند.